# ふしぎ研究所
『ふしぎ研究所』（ふしぎけんきゅうじょ）は、NHK教育テレビジョンで1999年4月5日から2002年3月11日まで放送されていた小学校4年生向けの学校放送（教科：理科）である。

## 放送時間
| 期間                         | 放送時間             |
| ---------------------------- | -------------------- |
| 1999年4月5日 - 2002年3月11日 | 月曜日 10:45 - 11:00 |

別の時間帯での再放送あり。

## キャスト
納谷以外のメンバーは後継番組『びっくりか』にも出演していた。
セイ子
演 - たくませいこ
博士の弟子・見習いであるが、理科が苦手。
博士
演  - 納谷悟朗
「ふしぎ研究所」の所長、本名は不明。
デー太
声 - 長島雄一（後のチョー）
操作 - 林佳
博士が開発したロボット。

## 放送リスト

### 1999年度
| 回 | タイトル                 | 初回放送日     |
| -- | ------------------------ | -------------- |
| 1  | たんけん春・野山の自然   | 1999年04月05日 |
| 2  | 重さを比べよう           | 1999年04月19日 |
| 3  | 生き物の子供たち         | 1999年05月10日 |
| 4  | パワーアップかん電池     | 1999年05月24日 |
| 5  | 光電池で遊ぶ             | 1999年06月07日 |
| 6  | たんけん夏・野山の自然   | 1999年06月21日 |
| 7  | 実験しよう!(1)           | 1999年07月05日 |
| 8  | 川を歩こう・川原のひみつ | 1999年08月30日 |
| 9  | 川を歩こう・川上と川下   | 1999年09月13日 |
| 10 | 水の力をさぐる           | 1999年09月27日 |
| 11 | みゃくのふしぎ           | 1999年10月15日 |
| 12 | たんけん秋・野山の自然   | 1999年10月25日 |
| 13 | 金ぞくのあたたまり方     | 1999年11月08日 |
| 14 | 水と空気のあたたまり方   | 1999年11月22日 |
| 15 | 変わる体積のなぞ         | 1999年12月06日 |
| 16 | たんけん冬・野山の自然   | 2000年01月10日 |
| 17 | 冬と動物                 | 2000年01月24日 |
| 18 | 見えない水               | 2000年02月07日 |
| 19 | 水のへんしん             | 2000年02月21日 |
| 20 | 実験しよう!(2)           | 2000年03月06日 |

### 2000年度
| 回 | タイトル               | 初回放送日     |
| -- | ---------------------- | -------------- |
| 1  | 春の野山へ行こう       | 2000年04月10日 |
| 2  | ツバメのくらし         | 2000年05月15日 |
| 3  | 光電池のはたらき       | 2000年06月12日 |
| 4  | 電池で遊ぼう           | 2000年06月26日 |
| 5  | 夏の野山へ行こう       | 2000年07月10日 |
| 6  | 金ぞくをあたためよう   | 2000年10月30日 |
| 7  | 水や空気をあたためよう | 2000年11月13日 |
| 8  | 星空を見よう           | 2000年11月27日 |
| 9  | 冬の野山へ行こう       | 2001年01月12日 |
| 10 | 冬鳥のくらし           | 2001年01月22日 |
| 11 | 春がやってくる         | 2001年03月05日 |

### 2001年度
| 回 | タイトル             | 初回放送日     |
| -- | -------------------- | -------------- |
| 1  | 生きものの子どもたち | 2001年04月23日 |
| 2  | 月の動きを観察しよう | 2001年08月27日 |
| 3  | 秋の野山へ行こう     | 2001年10月15日 |
| 4  | 熱気球のふしぎ       | 2001年10月29日 |
| 5  | 冬と動物             | 2002年01月21日 |
| 6  | 実験しよう!          | 2002年03月04日 |